# Кларксвілл (округ Аллегені, Нью-Йорк)
Кларксвілл (англ. Clarksville) — місто (англ. town) в США, в окрузі Аллегені штату Нью-Йорк. Населення — 976 осіб (2020).

## Демографія
Згідно з переписом 2010 року, у місті мешкала 1161 особа в 483 домогосподарствах у складі 327 родин. Було 953 помешкання
Расовий склад населення:
| - 98,2 % — білих - 0,3 % — чорних або афроамериканців |

До двох чи більше рас належало 0,9 %. Частка іспаномовних становила 1,1 % від усіх жителів.
За віковим діапазоном населення розподілялося таким чином: 20,1 % — особи молодші 18 років, 63,1 % — особи у віці 18—64 років, 16,8 % — особи у віці 65 років та старші. Медіана віку мешканця становила 45,1 року. На 100 осіб жіночої статі у місті припадало 101,6 чоловіків;  на 100 жінок у віці від 18 років та старших — 110,4 чоловіків також старших 18 років.
Середній дохід на одне домашнє господарство  становив 49 027 доларів США (медіана — 44 375), а середній дохід на одну сім'ю — 56 249 доларів (медіана — 54 318). Медіана доходів становила 37 906 доларів для чоловіків та 42 083 долари для жінок. За межею бідності перебувало 6,9 % осіб, у тому числі 10,3 % дітей у віці до 18 років та 5,3 % осіб у віці 65 років та старших.
Цивільне працевлаштоване населення становило 439 осіб. Основні галузі зайнятості: виробництво — 34,4 %, освіта, охорона здоров'я та соціальна допомога — 22,6 %, роздрібна торгівля — 9,3 %, будівництво — 7,5 %.